# Xaïkh-i-Aqdas Nabab Haji Muhàmmad Ànwar al-Din Khan Bahadur
Xaïkh-i-Aqdas Nabab Haji Muhàmmad Ànwar al-Din Khan Bahadur, nascut com a Muhàmmad Ànwar (? - Aurangabad, 23 de juny de 1689) fou un funcionari mogol al servei de Xa Jahan. Va rebre els títols de Muhammad Anwar ud-din Khan i després Khan Bahadur i Nawab. Va acompanyar a l'emperador al Dècan (1683).
Fou suposat pare d'Ànwar al-Din Muhàmmad Khan, nawab d'Arcot (1744-1749).